# 劳尔·冈萨雷斯·布兰科
劳尔·冈萨雷斯·布兰科（西班牙語：Raúl González Blanco，1977年6月27日—），簡稱劳尔，西班牙已退役足球員。現任皇家马德里卡斯蒂利亚總教練。2004年，他位列球王比利評選的125位最出色的在世球星（FIFA 100）中。
劳尔1992年加盟皇马青年队，1994年起为皇马一队出战，夺得6次西甲联赛冠军、3次欧洲冠军联赛冠军、2次洲际杯冠军等荣誉，2010年7月劳尔离开皇马加盟德甲沙尔克04足球俱乐部。

## 早年经历
劳尔·冈萨雷斯·布兰科在San Cristóbal de los Ángeles的Alevín隊開始足球生涯。1990年，他加入了马德里竞技成為青訓球員，1992年當時會長基爾下令解散青訓，魯爾隨後加盟皇家馬德里青年隊。

## 球員生涯

### 皇家馬德里

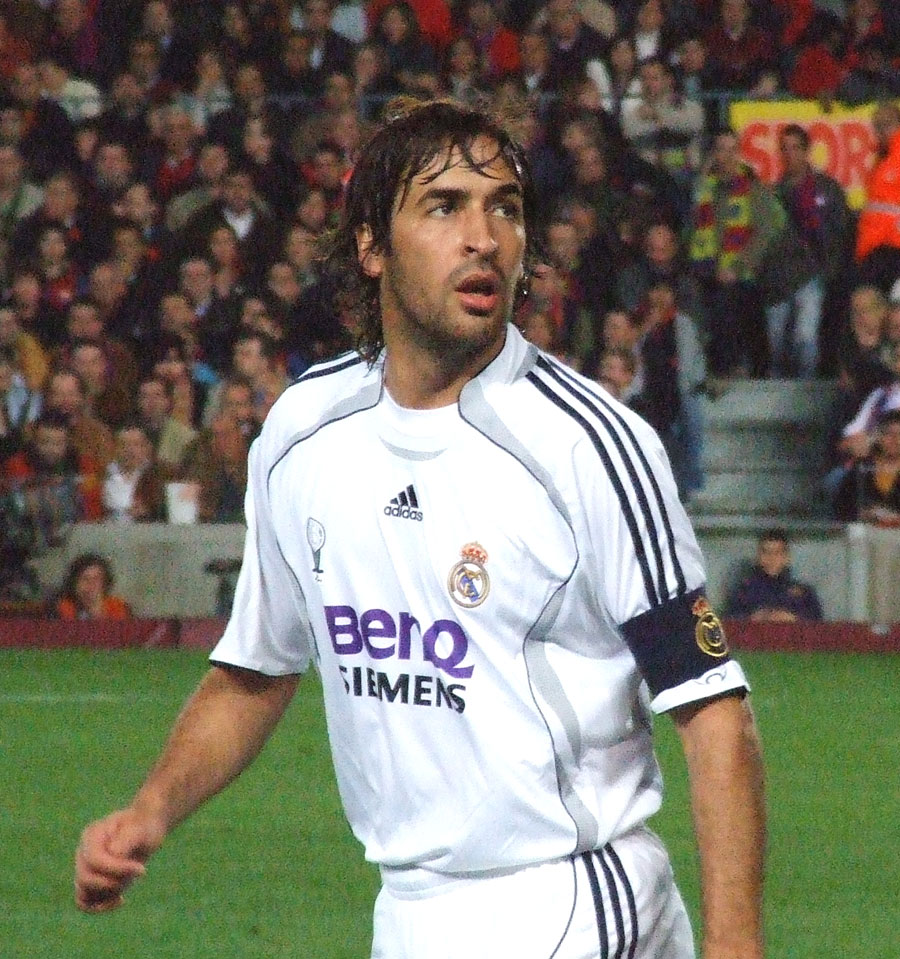
2007年的魯爾

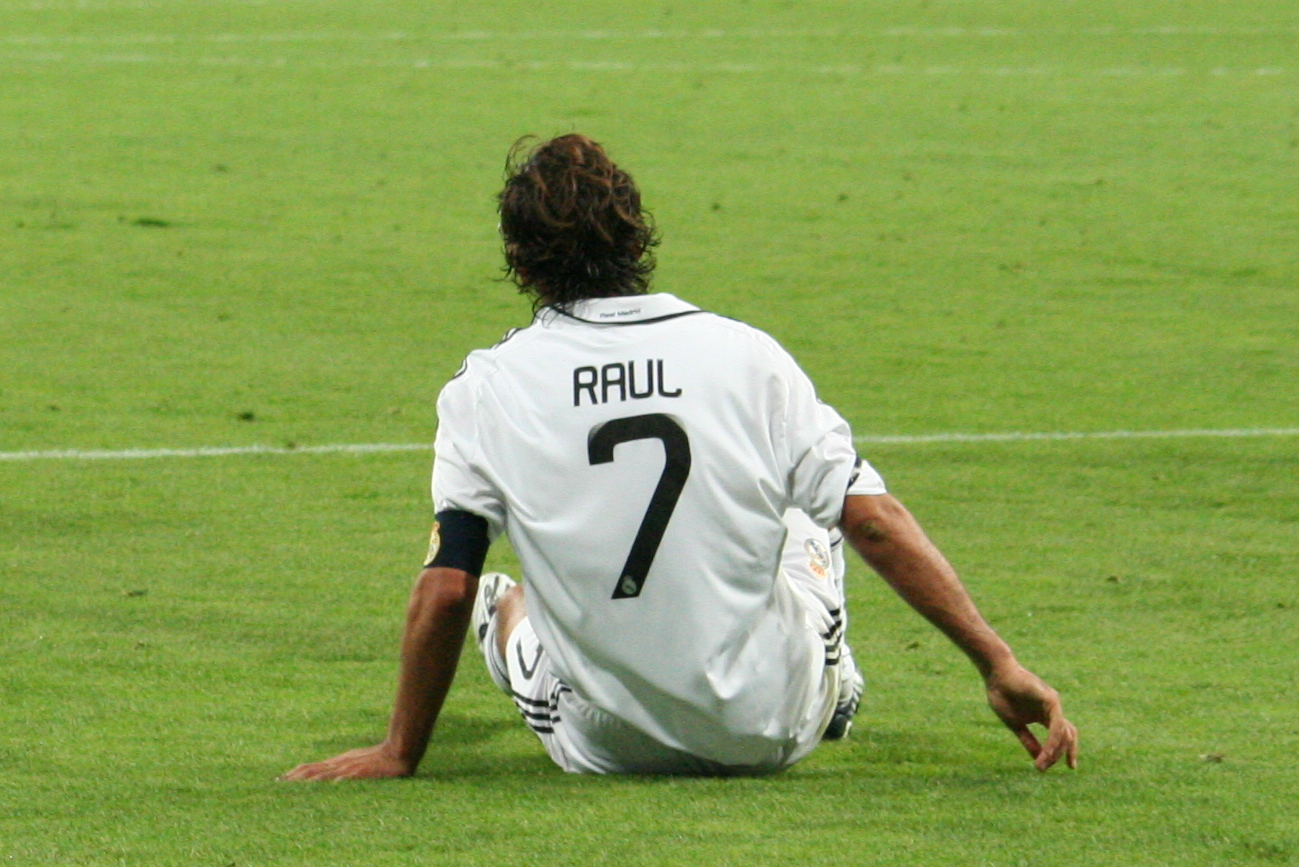
魯爾1996年至2010年期間在皇馬所穿著的7號球衣。

1994-95，魯爾被當時的教練豪尔赫·巴尔达诺提升至一隊比賽，成為當時西甲联赛歷史上最年輕的出場球員（17歲04個月）。天生擁有足球天份的他立即成為隊中重要一員，第一季上陣28場共射入9球，協助球隊取得1994-95的西甲錦標。翌年他開始發揮可怕的射門能力，40場聯賽射入19球令他成為神射手第五名，該屆聯賽冠軍正是魯爾的母會馬德里體育會。1997年他與克羅地亞前鋒达沃·苏克合作，協助球隊壓倒宿敵巴塞罗那成為聯賽盟主。1998年他協助球隊重奪多年的欧洲冠军联赛冠軍，其後他的入球為球隊多次奪冠，包括3次欧洲冠军杯冠軍，5次西甲联赛冠軍及3次西班牙超級盃冠軍，其它奖项还包括歐洲超級盃和洲际杯等。皮里斯成為新任會長，並每年都招攬世界級球員加入球隊，費高、施丹、朗拿度及贝克汉姆等一些球员的加盟使皇家马德里进入“银河舰队”时代。2003年，魯爾接替離隊的费尔南多·耶罗成為隊長。
2005年9月28日，他在欧洲冠军联赛對奥林匹亚科斯時頂入一球，打破了球會名將迪·斯蒂法诺41年前於欧冠联赛射入49球的紀錄，同時成為第一位在欧冠联赛射入50球的球員（共上陣97場）。
2009年2月15日，勞爾在對希洪競技的賽事中以正選上陣，而在比賽取得2個入球，超越了由名宿迪·斯蒂法诺所保持的307球，以309球成為皇馬史上入球最多的球員。
2009年2月21日，勞爾在對皇家贝蒂斯的賽事中，又用2個進球創造了皇馬另一頁歷史。在本場比賽之後，勞爾共為皇馬攻入了218個西甲進球，超越了之前與其並列的迪·史提芬奴所保持的216球，獨自領跑皇馬歷史聯賽射手榜。然后2009年底，随着劳尔年龄渐增，西班牙有评论员文章，建议劳尔回马竞，并说马德里竞技才是他真正的家。
2010年7月26日，劳尔正式在马德里宣布离开西班牙转投德甲沙尔克04，从此告别这家他个人之前唯一效力的球会，16年间劳尔在皇家马德里共取得了16个冠军的辉煌荣誉。勞爾也一度是皇馬進球數第二多的球員。而据称劳尔将会同沙尔克04签署为期2年的合约。

### 沙尔克04
劳尔在沙尔克04的第一个赛季，联赛中出场34次攻入15球，2010年11月20日对阵云达不莱梅德甲比赛中，劳尔上演了在沙尔克04的第一个帽子戏法，帮助球队4:0击败对手。该季欧洲冠军联赛1/4决赛对阵国际米兰的比赛，劳尔在两回合各入一球。同时球队也以7-3总比分血洗国际米兰，历史性地闯入欧冠四强。同时劳尔带领沙尔克04夺得了该赛季德国杯的冠军。
2011年11月19日，劳尔取代了受伤的赫韦德斯成为沙尔克04的新队长。
2012年4月，魯爾向外界宣布，賽季結束後會離開史浩克04，告別歐洲球壇。之后不久，沙尔克04俱乐部宣布将劳尔效力期间所穿的7号球衣永久封存。但2013年俱乐部重新启用了这一号码。

## 國家隊生涯
1994年時劳尔·冈萨雷斯·布兰科在皇馬的突出表現，令他入選西班牙18歲以下國家隊，1996年曾隨國家隊出戰亚特兰大奥运会。同年10月9日，魯爾披上10號球衣首次代表國家隊出戰捷克，其後一直作为國家隊核心球員。1998年，他協助球會奪得欧洲冠军杯冠軍，随后跟隨國家隊首次參加國際足球大赛——1998年世界杯。西班牙的首场比赛中，劳尔凭借他的妙射帮助球队一度领先尼日利亞，可惜最終對手連入兩球，以3-2逆转西班牙获胜。西班牙随后战平巴拉圭，又大胜保加利亞，但可惜小组排名第三而遭到淘汰。
2000年欧锦赛，劳尔再次带领球队出战，在1/4决赛遭遇法国。上半场，法国队由齐达内打进一个直接任意球，随后盖兹卡·门迭塔為西班牙追平，但德约卡夫的进球使法国队再度领先。比赛接近尾声时，西班牙获判点球，但由劳尔操刀射失，令西班牙再次黯然出局。2002年世界杯，魯爾在賽事中共射入3球，但西班牙因一个具争议性的入球被主辦國南韓淘汰出局。世界盃後魯爾接替退役的费尔南多·耶罗成為西班牙國家隊新任隊長。
2005年10月12日，他為國家隊在世界盃外圍賽對圣马力诺时出场，打破了前國家隊後衛费尔南多·耶罗的非門將（最高為上陣126場的安东尼·苏比萨雷塔）最高出场次数纪录，至2006年世界杯時，西班牙被法國淘汰出局。此后劳尔再也没有入选过西班牙国家队，他的队长职位被西班牙门将卡西利亚斯取代。

## 生涯数据统计
俱乐部生涯
最後更新：2014年8月1日.
| 俱乐部     | 赛季     | 联赛 | 联赛 | 国内杯赛 | 国内杯赛 | 欧/亚战 | 欧/亚战 | 其他 | 其他 | 总计 | 总计 |
| 俱乐部     | 赛季     | 出场 | 进球 | 出场     | 进球     | 出场    | 进球    | 出场 | 进球 | 出场 | 进球 |
| ---------- | -------- | ---- | ---- | -------- | -------- | ------- | ------- | ---- | ---- | ---- | ---- |
| 皇家马德里 | 1994–95  | 28   | 9    | 2        | 1        | —       | —       | —    | —    | 30   | 10   |
| 皇家马德里 | 1995–96  | 40   | 19   | 2        | 1        | 8       | 6       | 2    | 0    | 52   | 26   |
| 皇家马德里 | 1996–97  | 42   | 21   | 5        | 1        | —       | —       | —    | —    | 47   | 22   |
| 皇家马德里 | 1997–98  | 35   | 10   | 11       | 1        | 2       | 2       | 3    | 0    | 49   | 15   |
| 皇家马德里 | 1998–99  | 37   | 25   | 2        | 0        | 8       | 3       | 2    | 1    | 49   | 29   |
| 皇家马德里 | 1999–00  | 34   | 17   | 4        | 0        | 15      | 10      | 4    | 2    | 57   | 29   |
| 皇家马德里 | 2000–01  | 36   | 24   | 0        | 0        | 12      | 7       | 2    | 1    | 50   | 32   |
| 皇家马德里 | 2001–02  | 35   | 14   | 6        | 6        | 12      | 6       | 2    | 3    | 55   | 29   |
| 皇家马德里 | 2002–03  | 31   | 16   | 2        | 0        | 12      | 9       | 2    | 0    | 47   | 25   |
| 皇家马德里 | 2003–04  | 35   | 11   | 7        | 6        | 9       | 2       | 2    | 1    | 53   | 20   |
| 皇家马德里 | 2004–05  | 32   | 9    | 1        | 0        | 10      | 4       | —    | —    | 43   | 13   |
| 皇家马德里 | 2005–06  | 26   | 5    | 0        | 0        | 6       | 2       | —    | —    | 32   | 7    |
| 皇家马德里 | 2006–07  | 35   | 7    | 1        | 0        | 7       | 5       | —    | —    | 43   | 12   |
| 皇家马德里 | 2007–08  | 37   | 18   | 1        | 0        | 8       | 5       | 2    | 0    | 48   | 23   |
| 皇家马德里 | 2008–09  | 37   | 18   | 1        | 3        | 7       | 3       | 2    | 0    | 47   | 24   |
| 皇家马德里 | 2009–10  | 30   | 5    | 2        | 0        | 7       | 2       | —    | —    | 39   | 7    |
| 皇家马德里 | 总计     | 550  | 228  | 37       | 18       | 132     | 66      | 22   | 11   | 741  | 323  |
| 沙尔克04   | 2010–11  | 34   | 13   | 4        | 1        | 12      | 5       | 1    | 0    | 51   | 19   |
| 沙尔克04   | 2011–12  | 32   | 15   | 3        | 2        | 11      | 4       | 1    | 0    | 47   | 21   |
| 沙尔克04   | 总计     | 66   | 28   | 7        | 3        | 23      | 9       | 2    | 0    | 98   | 40   |
| 艾萨德     | 2012–13  | 22   | 9    | 12       | 3        | 0       | 0       | —    | —    | 34   | 12   |
| 艾萨德     | 2013–14  | 17   | 2    | 5        | 2        | 5       | 0       | —    | —    | 27   | 4    |
| 艾萨德     | 总计     | 39   | 11   | 17       | 5        | 5       | 0       | —    | —    | 61   | 16   |
| 生涯总计   | 生涯总计 | 655  | 267  | 61       | 26       | 160     | 75      | 24   | 11   | 900  | 379  |

国家队生涯
劳尔国际赛进球列表

## 荣誉奖项

### 俱乐部荣誉
- 3個欧洲冠军联赛冠軍：1997/98, 1999/00, 2001/02
- 6個西甲联赛冠軍：1994/95, 1996/97, 2000/01, 2002/03, 2006/07, 2007/08
- 4個西班牙超級盃冠軍：1997年,2001年,2003年,2008年
- 1個歐洲超級盃冠軍：2002年
- 2個洲际杯冠軍：1998年,2002年
- 1個德國足協盃冠軍：2011年；
- 1個 德國超級盃冠軍：2011年；
- 1個卡塔爾星級足球聯賽冠軍：2013年
- 1個卡塔爾王子杯冠軍：2014年
- 香港羊年賀歲盃 冠軍：2014-15季度

### 總教練荣誉
- 1個歐洲青年聯賽冠軍：2020年

### 個人荣誉
- 2次西甲联赛最佳射手:1999年, 2001年
- 2次欧洲冠军联赛最佳射手:2000年,2001年
- 3次当选欧足联俱乐部年度最佳前锋：2000年、2001年、2002年
- 3次入选欧洲体育媒体联盟赛季最佳阵容（EMS）：1997年、1999年、2000年
- 5次西班牙年度足球先生：1997年、1999年、2000年、2001年、2002年
- 2次歐洲金靴獎銅獎得主：1999年、2001年
- 1次洲际杯最佳球員:1998年
- 2次西班牙国王杯最佳射手：2002年、2004年
- 1999年国际足球历史与统计联合会（IFFHS）世界最佳射手
- 2000年入选欧洲杯最佳阵容
- 2000年西班牙体育杰出人士
- 2000年欧锦赛预选赛最佳射手
- 2001年西班牙最受欢迎运动员
- 2001年世界足球先生銅獎得主
- 2001年歐洲足球先生銀獎得主
- 2004年入选欧足联五十大巨星
- 2004年入选国际足联百大球星
- 2006年皇家体育勋章
- 2007年《阿斯报》西班牙年度最佳运动员
- 2008年西甲联赛最佳球員（迪斯蒂法諾獎）
- 2009年馬卡傳奇獎得主
- 2011年沙尔克04赛季最佳球员
- 2011年德甲赛季最佳进球

## 个人纪录
- 皇家馬德里入球第二紀錄保持者（323球）
- 皇家馬德里最高出场紀錄保持者（550场）
- 皇家馬德里西甲聯賽最高入球紀錄保持者（228球）

## 媒体
劳尔在他的职业生涯中获得了德国运动服饰公司阿迪达斯的赞助，并出现在阿迪达斯的商业广告中。 他曾代言阿迪达斯的足球鞋系列阿迪达斯Predator，并在2004年的一则阿迪达斯广告中与其他明星一起骑着摩托车，包括齐内丹·齐达内、迈克尔·巴拉克、亚历山德罗·德尔皮耶罗和大卫·特雷泽奎特。
劳尔在百事可乐的商业广告中亮相，包括2002年韩日世界杯的广告，他与大卫·贝克汉姆、罗伯特·卡洛斯和吉安鲁易吉·布冯等球员一起与一支相扑队对阵。
劳尔在EA Sports的FIFA视频游戏系列中亮相。他常用的庆祝进球动作是亲吻无名指，表达对妻子的爱意，在FIFA 18中有这一动作。

## 个人生活

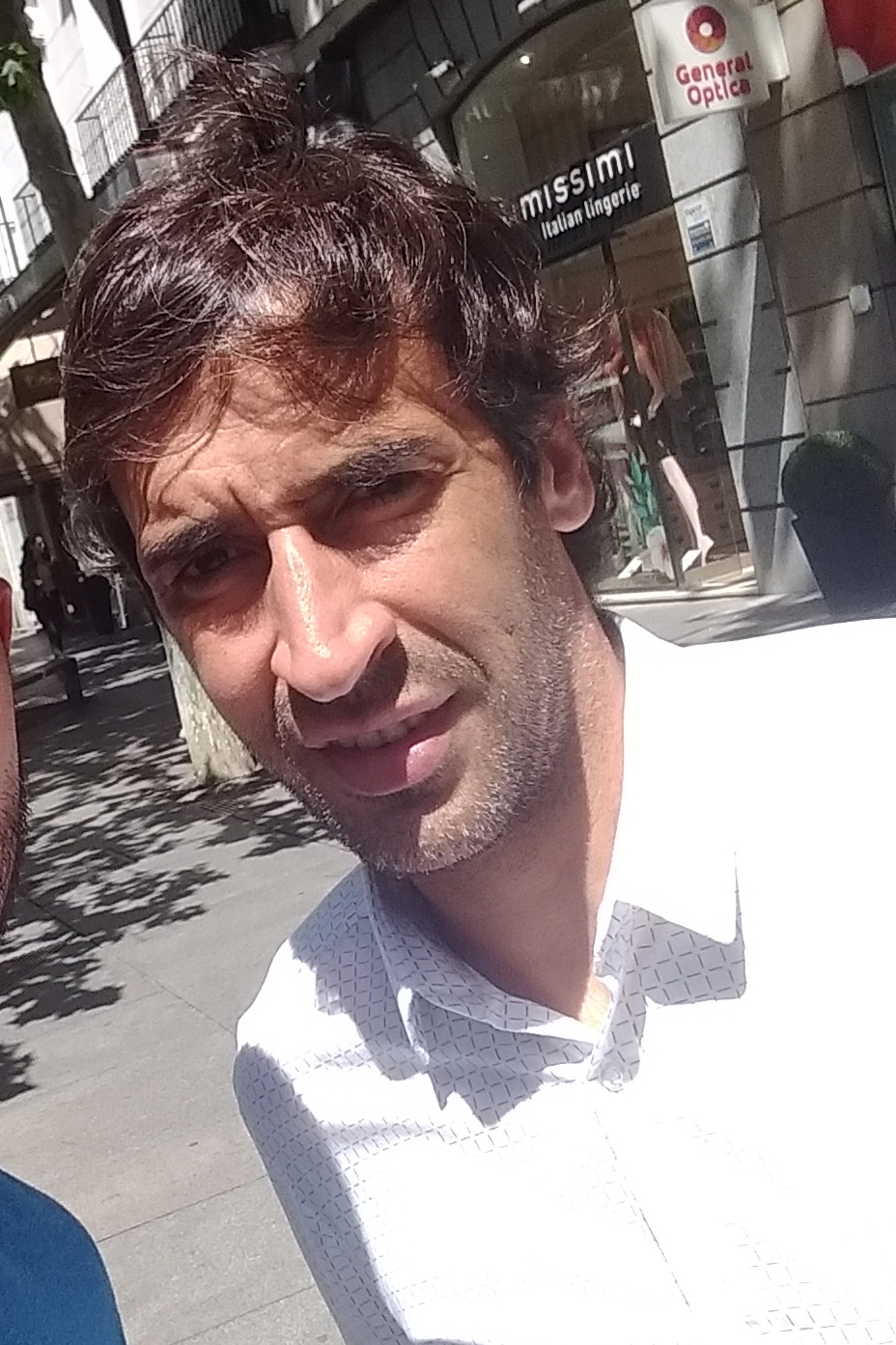
2019年的劳尔

在劳尔的整个职业生涯中，他的庆祝进球动作通常是亲吻他的婚戒，以示对妻子Mamen Sanz的致意。劳尔于1999年与Mamen Sanz结婚，他们育有四个儿子和一个女儿：Jorge、Hugo、双胞胎Héctor和Mateo，以及Maria。 Jorge和Hugo都是足球运动员，Jorge就读于纽约市的福德姆预备学校，而Hugo则在纽约城足球俱乐部的青训营中。在2022年，他的女儿Maria被皇家马德里的U15足球队签约。

## 外部連結
- 魯爾上陣國家隊紀錄（页面存档备份，存于）
- 魯爾參與歐聯紀錄（页面存档备份，存于）